# Liste der Kulturgüter in Lamone
Die Liste der Kulturgüter in Lamone enthält alle Objekte in der Gemeinde Lamone im Kanton Tessin, die gemäss der Haager Konvention zum Schutz von Kulturgut bei bewaffneten Konflikten, dem Bundesgesetz vom 20. Juni 2014 über den Schutz der Kulturgüter bei bewaffneten Konflikten sowie der Verordnung vom 29. Oktober 2014 über den Schutz der Kulturgüter bei bewaffneten Konflikten unter Schutz stehen.
Objekte der Kategorie A sind im Gemeindegebiet nicht ausgewiesen, Objekte der Kategorie B sind vollständig in der Liste enthalten, Objekte der Kategorie C fehlen zurzeit (Stand: 1. Januar 2023).

## Kulturgüter
| Foto |                                                                  | Objekt                                                                      | Kat. | Typ | Standort                          | Beschreibung |
| ---- | ---------------------------------------------------------------- | --------------------------------------------------------------------------- | ---- | --- | --------------------------------- | ------------ |
| BW   | Datei hochladen · Wikidata zu Pfarrkirche Sant’Andrea (Q3672396) | Pfarrkirche Sant’Andrea / Chiesa parrocchiale di Sant’Andrea KGS-Nr.: 05495 | B    | G   | Via alla Chiesa 6 715536 / 100306 |              |
| ja   | Datei hochladen · Wikidata zu Oratorium San Zeno (Q3667821)      | Oratorium San Zeno / Oratorio di San Zeno KGS-Nr.: 05496                    | B    | G   | Via San Zeno 715556 / 100862      |              |